# Gare de Niagara Falls (Ontario)
Pour les articles homonymes, voir Gare de Niagara Falls.
La gare de Niagara Falls est une gare ferroviaire canadienne située à Niagara Falls, en Ontario. Elle est desservie par le train Maple Leaf de Via Rail et d'Amtrak entre Toronto et New York, et les trains de la ligne Lakeshore West de GO Transit vers Toronto.
Une autre gare du même nom est située de l'autre côté du Niagara dans l'État de New York.

## Situation ferroviaire
La gare de Niagara Falls est située à la borne 0,6 milles (1 km) de la subdivision Grimsby du Canadien National, entre la gare de St. Catharines et la frontière américaine. En direction de Toronto, la voie traverse une écluse du canal Welland avant de s'approcher la gare de St. Catharines. En direction de l'État de New York, la voie traverse le Niagara via le Whirlpool Rapids Bridge, et s'approche à la gare du même nom à l'État de New York. Du côté américaine, la subdivision Niagara de CSX Transportation prend le relais de la subdivision Grimsby.

## Histoire
Le premier chemin de fer au Niagara a été construit en 1839, lorsqu'un tronçon a été achevé entre Chippawa et la ville de Niagara Falls, ensuite vers le secteur de Fallsview. En 1841, ce chemin de fer à chevaux, connu sous le nom du Erie and Ontario Railway, a été prolongé de la rivière Chippawa (Rivière Welland) vers le site d'Oak Hall, ensuite vers Clark Hill. Les trains passaient devant la Loretto Academy (alors la Ontario House et l'Hôtel Pavilion), se dirigeaient le long de la rue Stanley avec un arrêt à la rue Ferry, et continuaient vers une maison de transition sur Portage Road. La route passait au nord jusqu'à ce qui est aujourd'hui le prolongement de Portage Road, puis traversait l'escarpement, suivant partiellement le sentier récréatif de la rivière Niagara à Queenston Heights, et suivait l'escarpement jusqu'à un quai mi-chemin entre le monument de Brock et le quai d'expédition.
Le chemin de fer tiré par des chevaux était exploité jusqu'en 1854, lorsque Samuel Zimmerman, le baron du chemin de fer du Niagara, acheta les droits de construction du Great Western Railway. À cette époque, il acheta également le Erie and Ontario Railroad et transforma les trains en locomotives à vapeur et les rails en bois avec des bandes de fer en voies entièrement en fer.
En 1855, le Great Western Railway acheva la construction d'un pont passagers sur le site de sa future gare. L'entreprise ferroviaire construisit une gare ferroviaire renommée « Clifton », qui a été construite au pied de Bridge Street (à l'emplacement de la gare actuelle). À l'époque, la ville de Clifton avait une population de moins de 1 200.
La première gare n'a existé que 16 ans avant d'être détruite par un incendie au printemps 1879. Le Great Western immédiatement reconstruisit une nouvelle gare. En 1879, une nouvelle gare a été construite en briques rouges dans un style gothique. Elle avait une section centrale de deux étages et des ailes est et ouest de 100 pieds de long partant de la section centrale.
Avant 1951, les deux salles d'attente étaient accessibles par des entrées séparées. Jusqu'en 1951, les femmes et les hommes avaient des salles d'attente séparées. La gare avait un plafond de 15 pieds de haut et un plancher en planches de bois. Une billetterie centrale circulaire desservait les deux salles d'attente et un énorme poêle à ventre chaud les chauffait toutes les deux. Les salles de bagages étaient situées à l'extrémité de l'aile ouest.
Entre 1853 et 1860, la gare avait un resto-salon géré par M. Kavanagh. L'alcool était vendu au restaurant comme rafraîchissement. Le restaurant était connu sous le nom de « Great Western Restaurant. » En 1860, ce resto-salon était géré par la famille Bampfield. La famille a continué à exploiter ce restaurant jusqu'en 1909, date à laquelle son permis d'alcool a été révoqué.
La gare favorisait la construction de nombreux hôtels et motels de la région, jouant un rôle essentiel au développement de l'industrie touristique du Niagara.
Le Great Western Railway fusionna avec le Grand Tronc en 1884, ils fusionnèrent plus tard avec le Canadien National en 1923.
En 1967, le Canadien National réduisit de 80 pieds l'aile est de cette gare dans le cadre de réduire les coûts d'exploitations. De plus, l'escalier menant au deuxième étage a été enlevé. Aujourd'hui, l'accès à ce deuxième étage vacant ne peut se faire qu'à l'aide d'une échelle. En 1976, une coupe similaire était prévue pour l'aile ouest, mais ce plan a ensuite été abandonné.
En 1999, la gare de Niagara Falls a été désignée gare ferroviaire patrimoniale du Canada par la Commission des lieux et monuments historiques du Canada. Selon la commission, la gare est « une icône municipale et nationale, dominant le centre-ville de Niagara Falls comme l'un de ses bâtiments les plus grands et les plus reconnaissables. » Il sert de « symbole du développement économique précoce de la ville et de la région au sens large », et la présence de la gare a contribué à façonner le paysage du centre-ville, avec un boom d'activité commerciale et de peuplement à la suite de sa construction.
En 2009, GO Transit a lancé un projet pilote pour exploiter le train entre les gares Union de Toronto et Niagara Falls les fins de semaine et les jours fériés en été. Ce projet pilote est devenu permanent en 2011. À partir de janvier 2019, la société de transport régional exploite un train chaque direction entre Toronto et Niagara Falls en semaine.
En 2012, Via Rail a abandonné la billetterie en faveur d'un kiosque automatique.

## Service des voyageurs

### Accueil
Cette gare est sans personnel, et la billetterie de Via Rail a été remplacée par un kiosque automatique. Par contre, la billetterie de la gare d'autocars avoisinante est ouverte aux passagers de GO Transit entre 9h et 17h, tous les jours. Ainsi, les passagers de GO Transit peuvent acheter des billets et recharger la carte Presto auprès d'un distributeur de billets. Les cartes de crédit et les portefeuilles mobiles sont également acceptées aux bornes de la carte Presto depuis août 2022.
La gare est équipée d'une salle d'attente, des toilettes publiques, des téléphones payants, et d'un débarcadère. La gare est accessible aux fauteuils roulants, y compris l'entrée, les quais d'embarquement, les toilettes, et les trains.

### Desserte
La gare dessert les trains de la ligne Lakeshore West entre les gares Union de Toronto et de Niagara Falls. Un train en direction de Toronto départ les matins de semaine, et un en provenance de Toronto se termine à la gare les soirs de semaine. En plus, trois trains chaque direction entre Toronto et les chutes desservent la gare les fins de semaine et les jours fériés entre la Fête de la Reine et l'Action de grâce.
La ligne 12 de GO Transit relie entre le stationnement incitatif Dundas à Burlington, la gare de Burlington et la gare d'autocars de Niagara Falls tous les jours.
Le train Maple Leaf entre New York et Toronto a repris le service le 27 juin 2022, après deux ans de fermeture de la frontière canado-américaine en réponse à la pandémie.

### Douanes
Il n'existe pas d'installations de précontrôle américaines à cette gare pour le train transfrontalier Maple Leaf, car cette gare et sa gare sœur à l'État de New York, sont toutes deux situées le long de la frontière canado-américaine. Par conséquent, les passagers en provenance des États-Units sont inspectés par des agents de l'Agence des services frontaliers du Canada (ASFC) à la gare. Les passagers en partenance pour les États-Unis sont inspectés par des agents du Service des douanes et de la protection des frontières des États-Unis (CBP) à la gare de l'État de New York, de l'autre côté du pont Whirlpool Rapids.
En janvier 2020, le sénateur américain Chuck Schumer de l'État de New York a exhorté l'ASFC à ouvrir une installation de précontrôle dans la nouvelle gare du côté américain, comme l'une des premières opérations de précontrôle canadien pour améliorer ce qu'il a décrit comme une expérience d'inspection canadienne « désagréable » dans l'emplacement actuel à ciel ouvert et non couvert. En réponse, l'ASFC a déclaré qu'elle ne s'engagerait pas dans un délai pour ouvrir des installations de précontrôle aux États-Unis.

### Intermodalité
La gare d'autocars de Niagara Falls est devant la gare ferroviaire du même nom sur Erie Avenue.

#### Autobus locaux
Niagara Falls Transit, la société de transport de la région dessert la gare avec ces lignes d'autobus locaux suivantes :
- 102 Hospital (du lundi au samedi)
- 104 Victoria Avenue (du lundi au samedi)
- 108 Thorold Stone Road (du lundi au samedi)
- 204 Victoria Avenue (service du soir, du dimanche et de jours fériés)

WEGO, le service de navettes touristiques aux chutes de Niagara, exploite la ligne verte entre le conservatoire des papillons, la gare d'autocars, le Table Rock Centre, et le stationnement Rapidsview.

#### Autobus régionaux
La ligne de bus de GO Transit 12 dessert le terminus Niagara Falls tous les jours. La branche 12 est un service local vers la gare de Burlington et le stationnement incitatif Dundas, la branche 12B est un service express vers la gare de Niagara Falls, et la branche 12E est un service express vers le terminus de la gare Union de Toronto, disponible les nuits de week-end seulement.

#### Autobus interurbains
| Transporteur    | Routes                                                                                   |
| --------------- | ---------------------------------------------------------------------------------------- |
| Megabus         | - Toronto via Saint Catharines et Grimsby                                                |
| Greyhound Lines | - New York via Buffalo, Batavia, Rochester, Syracuse, Cortland, Binghamton et Gouldsboro |

FlixBus exploite également une route entre Toronto et New York, via St. Catharines et Niagara Falls, mais ne dessert pas la gare. L'embarquement se fait devant l'hôtel Embassy Suites sur le boulevard Fallsview. Rider Express ne dessert plus le terminus de Niagara Falls. L'embarquement se fait au 6760, boulevard Fallsview.